# Suvadás

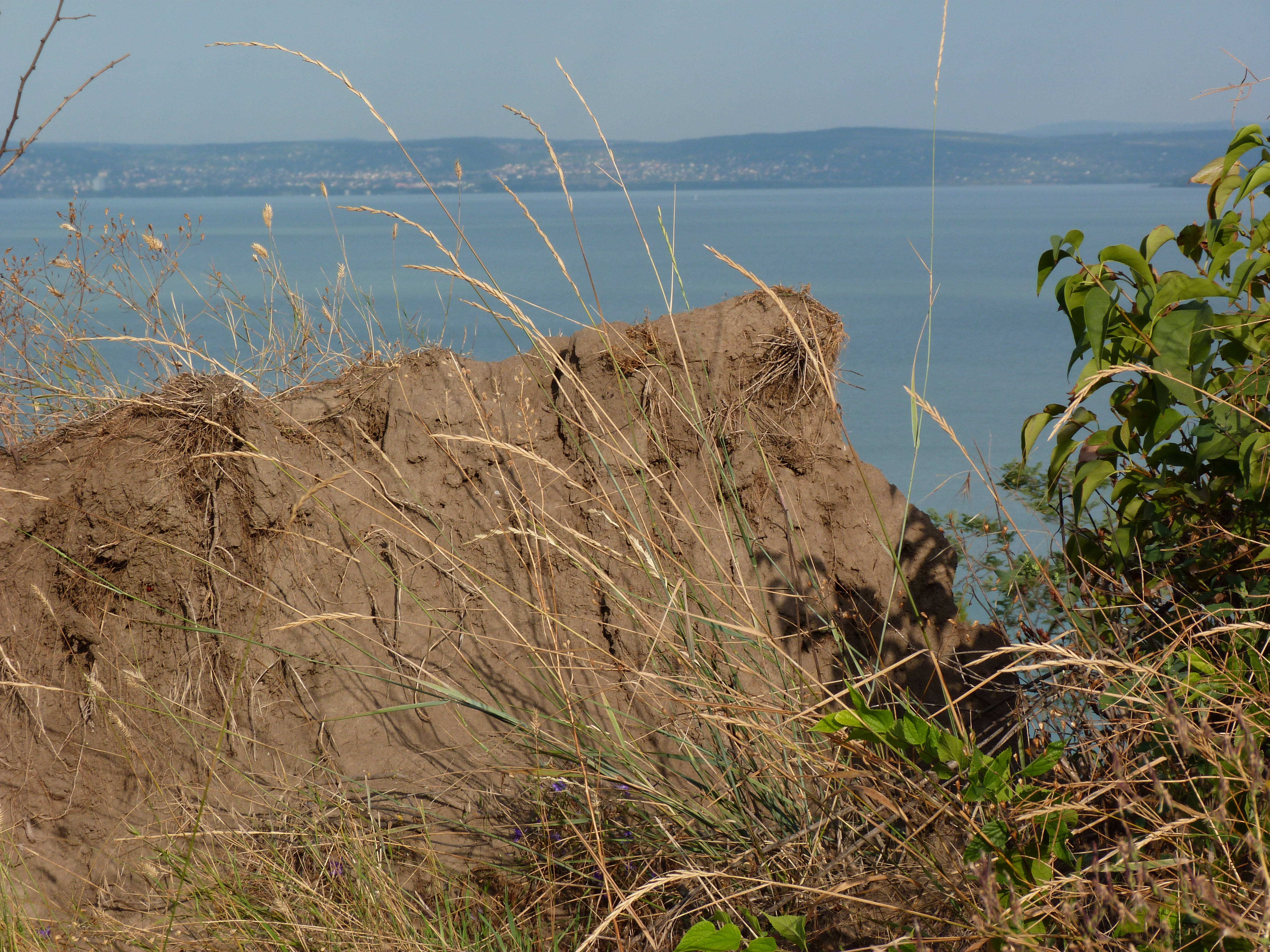
Suvadás, Balatonakarattya

A suvadás vagy lejtőcsuszamlás a vastag homokréteg rendszerint vékonyabb agyag- és márgarétegekkel való váltakozásakor keletkezik. Ehhez a felépítéshez társul a gravitáció. Mivel a homokréteg vízáteresztő, a rajta könnyen átszivárgó víz átnedvesíti és csúszóssá teszi az alatta levő agyagfelületet, és bekövetkezik a suvadás.
Ezeknek még kedvez az úgynevezett monoklinális (egy irányba lejtő) település, mely elősegíti a nagyméretű lejtőmozgásokat.
A suvadásos területeken lehetetlen az építkezés; a már meglevő épületek megrepednek, sőt el is csúszhatnak.
A csapadékos időszakokban bekövetkező friss suvadások tönkreteszik a legelőket, utakat, vasutakat. Terméketlenné és sok esetben művelhetetlenné teszik a szántóföldeket. A suvadásos területek talajpusztító hatását csak erdősítéssel lehet csökkenteni.

## Nevezetesebb suvadásos területek a Kárpát medencében
Magyarországon ilyen terület a Duna fölötti löszfal Dunaszekcsőnél és Paksnál,
a Balaton melletti magaspart Balatonakarattyán, a Nagymaros fölötti agyagos löszfal és a Mezőföld, valamint a Hernád-völgy keleti szakasza is. De suvadás által keletkezett az Arlói-tó is, Arló határában és a nyírségi Kállósemjéni Mohos-tó.
Híres suvadásos helyek vannak Erdélyben is, mint amilyen a Rák tava Nagygalambfalvánál, a Sárkányok kertje Almásgalgó határában, vagy a Kolozsvár melletti Szénafüvek.